# آمونیوم هیدروکسید
آمونیوم هیدروکسید (به انگلیسی: Ammonium hydroxide) با فرمول شیمیایی NH۴OH یک ترکیب شیمیایی است. که جرم مولی آن 35.04 g/mol می‌باشد. شکل ظاهری این ترکیب، محلول بسیار فرار، بدون رنگ، بوی تلخ است.